# والتر برنینگ
والتر برنینگ (انگلیسی: Walter Breuning؛ ۲۱ سپتامبر ۱۸۹۶ – ۱۴ آوریل ۲۰۱۱
(سن ۱۱۴ سال، ۲۰۵ روز)) اهل ایالات متحده آمریکا بود.